# Hilmar Schmidt von Schmidtseck
Ernst Elimar Louis Rudolf Hilmar Freiherr Schmidt von Schmidtseck (* 13. März 1863 auf Gut Klein Wogenab, Landkreis Elbing; † 26. Mai 1912 in Königsberg) war ein deutscher Verwaltungsbeamter.

## Leben
Hilmar Schmidt von Schmidtseck war Sohn des Königlichen Kammerherrn und Rittergutsbesitzers Rudolf Schmidt von Schmidtseck (* 10. Oktober 1840; † 24. Januar 1898) auf Woplauken, Kreis Rastenburg und der Anna geb. Gräfin zu Eulenburg-Prassen (* 2. August 1840). Er studierte an der Rheinischen Friedrich-Wilhelms-Universität Bonn. 1882 wurde er Mitglied des Corps Borussia Bonn. Nach dem Studium absolvierte er das Referendariat in Frankfurt (Oder), Danzig und Königsberg. Er wurde Regierungsassessor in Kassel und landrätlicher Hilfsbeamter auf Helgoland. Von 1895 bis 1912 war er Landrat des Kreises Rastenburg. Er lebte auf Woplauken.
Schmidt von Schmidtseck war Rittmeister der Reserve im Kürassier-Regiment „Graf Wrangel“ (Ostpreußisches) Nr. 3. Aus seiner geschiedenen Ehe mit Katharina geb. von Westernhagen (* 8. August 1872) gingen eine Tochter und ein Sohn hervor:
- Rudolf Hilmar Udo (* 29. Januar 1901; † 5. Juli 1968)[3]

⚭ Christa Balzer (* 27. September 1907)
⚭ 1943 Armgard zu Eulenburg (* 16. März 1912; † 1. Mai 1998)
- Bertha Sophie Anna (* 31. Mai 1902) ⚭ 1924 (Scheidung 1934) Adolf Werner Bernd Hans-Georg von Arnim (* 19. Januar 1901)[5]

## Auszeichnungen
- Erhebung in den Preußischen Freiherrenstand, 1907